# Thouaré-sur-Loire
Thouaré-sur-Loire is een gemeente in het Franse departement Loire-Atlantique (regio Pays de la Loire). De plaats maakt deel uit van het arrondissement Nantes. Thouaré-sur-Loire telde op 1 januari 2022 10.956 inwoners.

## Geografie
De oppervlakte van Thouaré-sur-Loire bedroeg op 1 januari 2022 12,76 vierkante kilometer; de bevolkingsdichtheid was toen 858,6 inwoners per km².

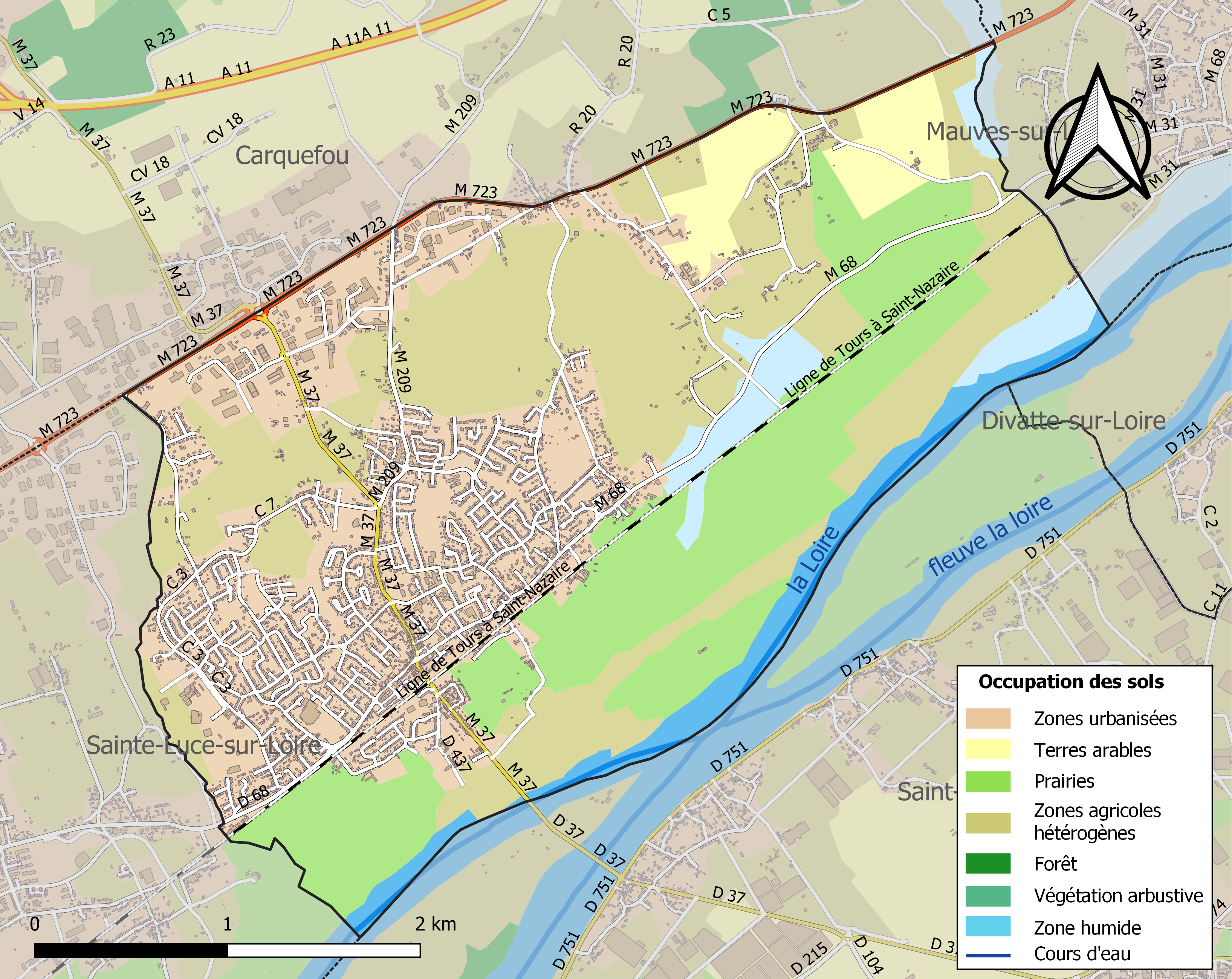
Kaart van de gemeente met de belangrijkste infrastructuur, bodemgebruik en omliggende gemeenten

## Verkeer en vervoer
In de gemeente ligt spoorwegstation Thouaré-sur-Loire.

## Demografie
Onderstaande figuur toont het verloop van het inwonertal (bron: INSEE-tellingen).